# اوترادا
اوترادا (به لاتین: Otrada) یک منطقهٔ مسکونی در روسیه است که در باشقیرستان واقع شده‌است.